# Dvärggrävare
Dvärggrävare (Dyschirius globosus) är en skalbaggsart som först beskrevs av Herbst 1784.  Dvärggrävare ingår i släktet Dyschirius, och familjen jordlöpare. Arten är reproducerande i Sverige.